# Домброва-Бибиткі
Домброва-Бибиткі (пол. Dąbrowa-Bybytki) — село в Польщі, у гміні Шепетово Високомазовецького повіту Підляського воєводства.
Населення — 59 осіб (2011).
У 1975-1998 роках село належало до Ломжинського воєводства.

## Демографія
Демографічна структура станом на 31 березня 2011 року:
|          | Загалом | Допрацездатний вік | Працездатний вік | Постпрацездатний вік |
| -------- | ------- | ------------------ | ---------------- | -------------------- |
| Чоловіки | 34      | 7                  | 20               | 7                    |
| Жінки    | 25      | 9                  | 10               | 6                    |
| Разом    | 59      | 16                 | 30               | 13                   |